# Grmovlje
Grmovlje je naselje v Občini Škocjan.